# Johann Friedrich Blumenbach
Johann Friedrich Blumenbach (ur. 11 maja 1752 w Gocie, zm. 22 stycznia 1840 w Getyndze) – niemiecki fizjolog i antropolog.

## Życiorys
Studiował medycynę na uniwersytecie w Jenie, ukończył go w 1775 r. z rozprawą doktorancką De generis humani varietate nativa („O naturalnych różnicach w charakterystyce ludzi”). Rozprawa ta uważana jest za jedną z najważniejszych prac w historii rozwoju zrozumienia ras ludzkich.
Został profesorem nadzwyczajnym w 1776 i zwyczajnym w 1778, jego późniejsze prace to Institutiones Physiologicae (1787) i Handbuch der vergleichenden Anatomie (1804).

## Koncepcja ras ludzkich
Podzielił gatunek Homo sapiens na pięć ras:
- rasę białą – kaukaską,
- rasę żółtą – mongolską,
- rasę czarną – etiopską,
- czerwoną rasę, występującą w obydwu Amerykach,
- brązową rasę, lub malezyjską (malajską), występującą w południowo-wschodniej Azji[1].

Oprócz opisu charakterystyk fizycznych poszczególnych ras, przypisał im także charakterystyki psychologiczne. Uważał na przykład, że rasa kaukaska była znacznie „lepsza” od „głupszej” rasy etiopskiej.
W późniejszym czasie Blumenbach spotkał w Szwajcarii eine zum Verlieben schönen Négresse (Murzynkę tak piękną, że można się było w niej zakochać). Dalsze badania anatomiczne doprowadziły go do przekonania, że „indywidualni Afrykanie różnią się od innych indywidualnych Afrykanów tak samo, a może nawet bardziej niż różnią się od siebie indywidualni Europejczycy”. Doszedł także do wniosku, że Afrykańczycy nie byli w żaden sposób gorsi od Europejczyków pod względem inteligencji.
Jego późniejsze poglądy nie były już tak znane jak jego monumentalne dzieło o rasach ludzkich.

### Współczesne przekonania na temat ras ludzkich
Klasyfikacja Blumenbacha przetrwała z drobnymi zmianami przez prawie 200 lat, choć później zdecydowanie odrzucono przypisywane rasom charakterystyki psychologiczne.
W XX wieku zaczął rozpowszechniać się pogląd, że gatunek Homo sapiens jest monotypowy (jednolity) i nie należy rasom przyznawać rangi podgatunków. Współczesne badania DNA istotnie wskazują na małą zmienność w obrębie gatunku, podważając zasadność podziału gatunku na rasy.